# Centro Educativo de las Fuerzas Armadas
El Centro Educativo de las Fuerzas Armadas (CEFA) es un conjunto de institutos militares académicos de la Argentina creado en 2006 con sede en Avenida Luis María Campos 480, Ciudad Autónoma de Buenos Aires.

## Reseña
Fue creado por resolución del Ministerio de Defensa del 28 de diciembre de 2006, concentrando los institutos militares académicos de las tres FF. AA. de la Nación en donde se hallaba la Escuela Superior de Guerra (ESG) perteneciente al Ejército. Esos institutos para la formación de oficiales de estado mayor inauguraron sus actividades en su nueva sede en 2007. Para ello trasladaron allí sus sedes la Escuela de Guerra Naval (ESGN) de la Armada Argentina y la Escuela Superior de Guerra Aérea (ESGA) de la Fuerza Aérea Argentina.
Desde 2014 en adelante todas las escuelas de guerra pertenecen a la Universidad de la Defensa Nacional (UNDEF).

## Institutos
- Escuela Superior de Guerra (ESG)
- Escuela de Guerra Naval (ESGN)
- Escuela Superior de Guerra Aérea (ESGA)
- Escuela Superior de Guerra Conjunta (ESGC)
- Instituto de Inteligencia de las Fuerzas Armadas (IIFA)